# Teplá
Teplá (deutsch Tepl Stadt) ist eine Stadt in Okres Cheb in Tschechien.

## Geographie

### Geographische Lage

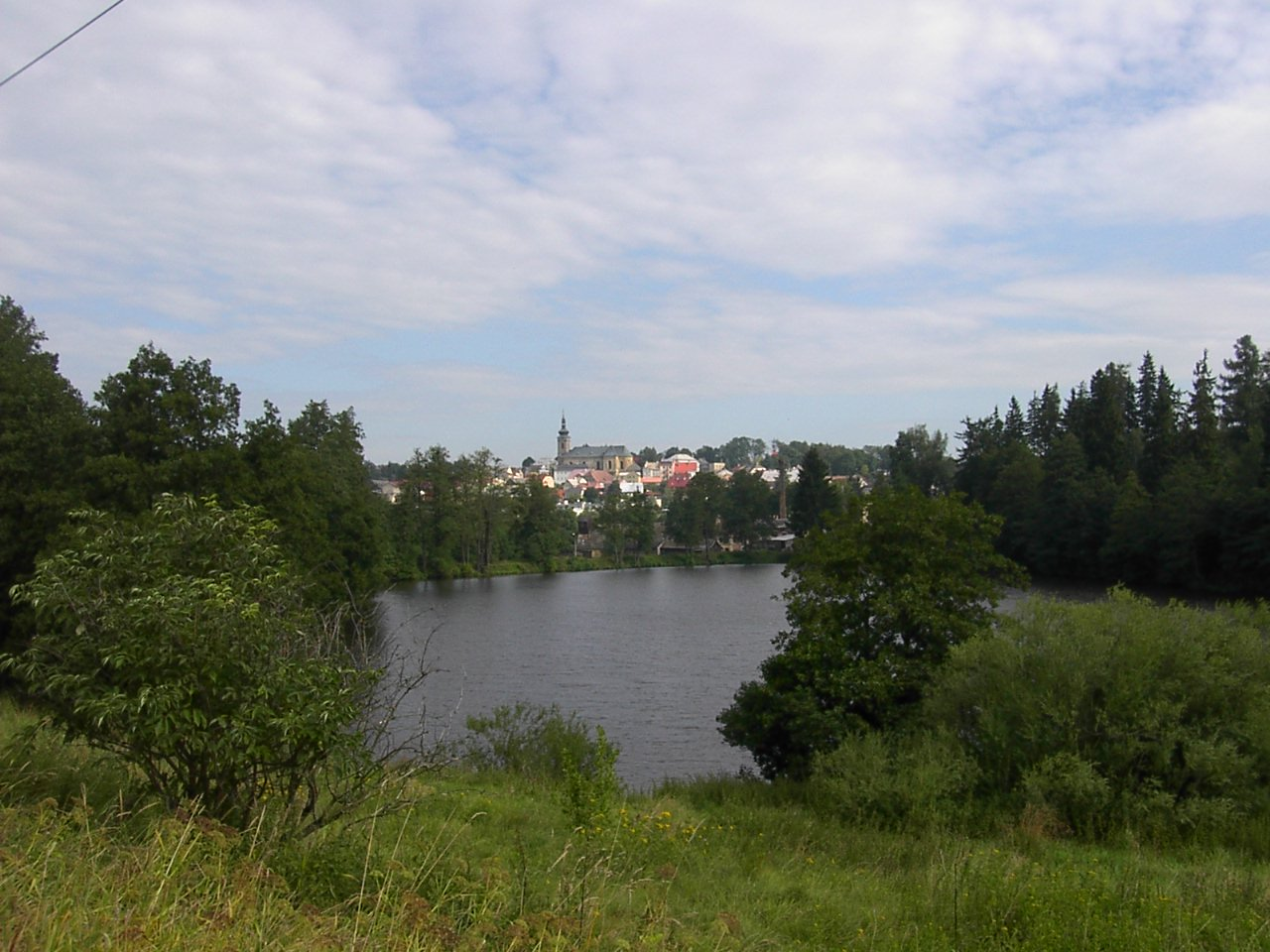
Umgebung der Stadt

Die Stadt liegt im westlichen Böhmen 15 Kilometer östlich von Marienbad im Tepler Hochland (Tepelská vrchovina) am rechten Ufer des Flusses Teplá (Tepl). Teplá ist mit 11.323 Hektar die flächenmäßig siebtgrößte Stadt in Tschechien. Im Südwesten befinden sich die Trinkwassertalsperre Podhora sowie der Teich Betlémský rybník mit dem Autocampingplatz Betlém.

### Ortsgliederung
Die Stadt Teplá besteht aus den Ortsteilen Babice (Pobitz), Beranov (Böhmisch Borau), Beranovka (Deutsch Borau), Beroun (Pern), Bezvěrov (Weserau), Bohuslav (Paslas), Číhaná (Kschiha), Heřmanov (Hermannsdorf), Horní Kramolín (Obergramling), Hoštěc (Hurschk), Jankovice (Enkengrün), Kladruby (Kladerlas), Klášter (Tepl Stift), Křepkovice (Schrikowitz), Mrázov (Prosau), Nezdice (Nesnitz), Pěkovice (Pöcken), Popovice (Pfaffengrün), Poutnov (Pauten), Rankovice (Rankwotz), Služetín (Lusading),  Staré Sedlo  (Altsattl), Teplá (Tepl Stadt) und Zahrádka (Sahrad), die zugleich auch Katastralbezirke bilden. Grundsiedlungseinheiten sind Babice, Beranov, Beranovka, Beroun, Bezvěrov, Bohuslav, Číhaná, Heřmanov, Horní Kramolín, Hoštěc, Jankovice, Kladruby, Klášter, Křepkovice, Mrázov, Nezdice, Pěkovice, Popovice, Poutnov, Rankovice, Šafářské Domky (Schafferhäusln), Služetín, Staré Sedlo, Teplá und Zahrádka. Ferner gehört zu Teplá die Einschicht Pirka.

## Geschichte

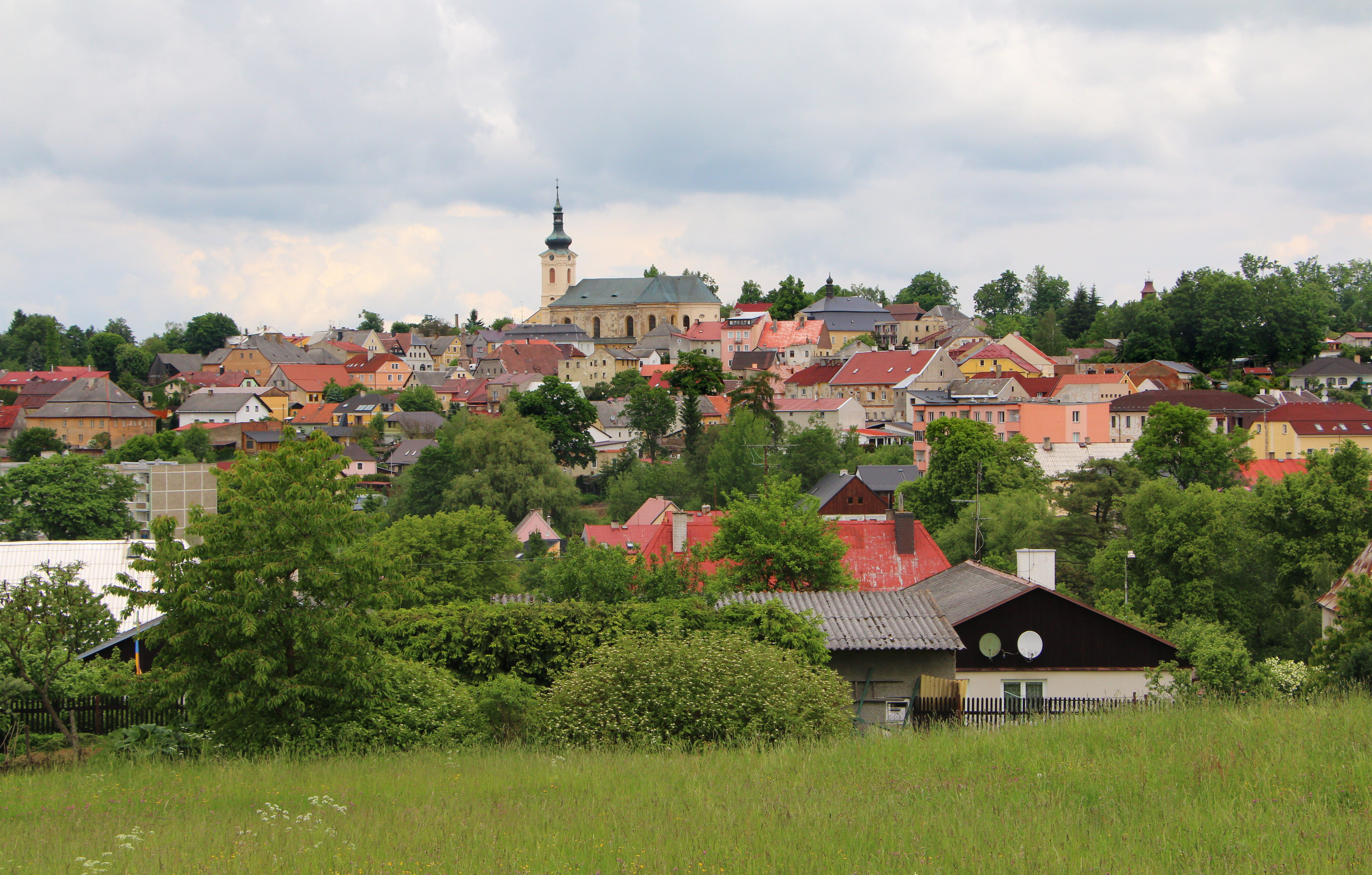
Stadtpanorama aus südlicher Richtung

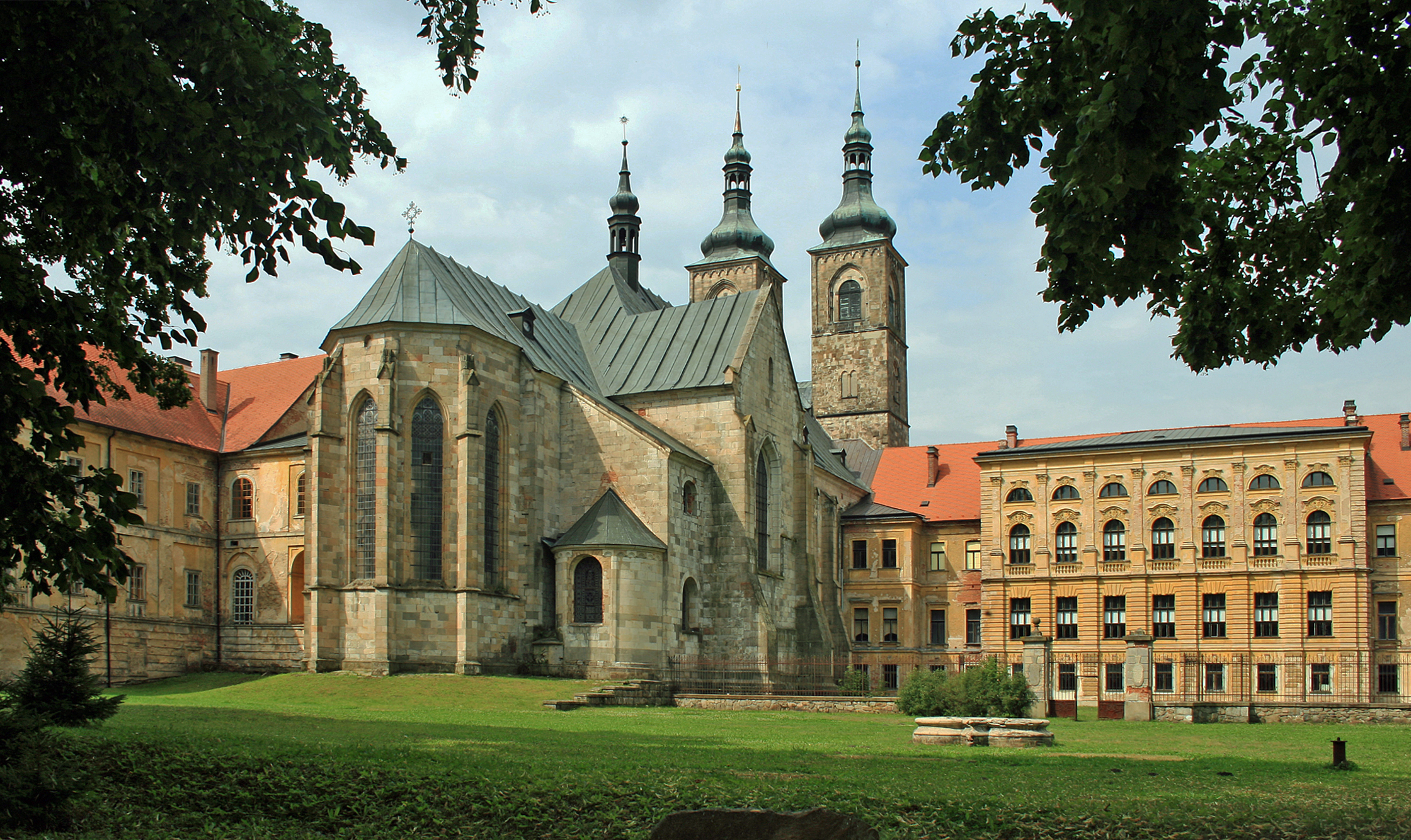
Klosterkirche

Dekanalkirche

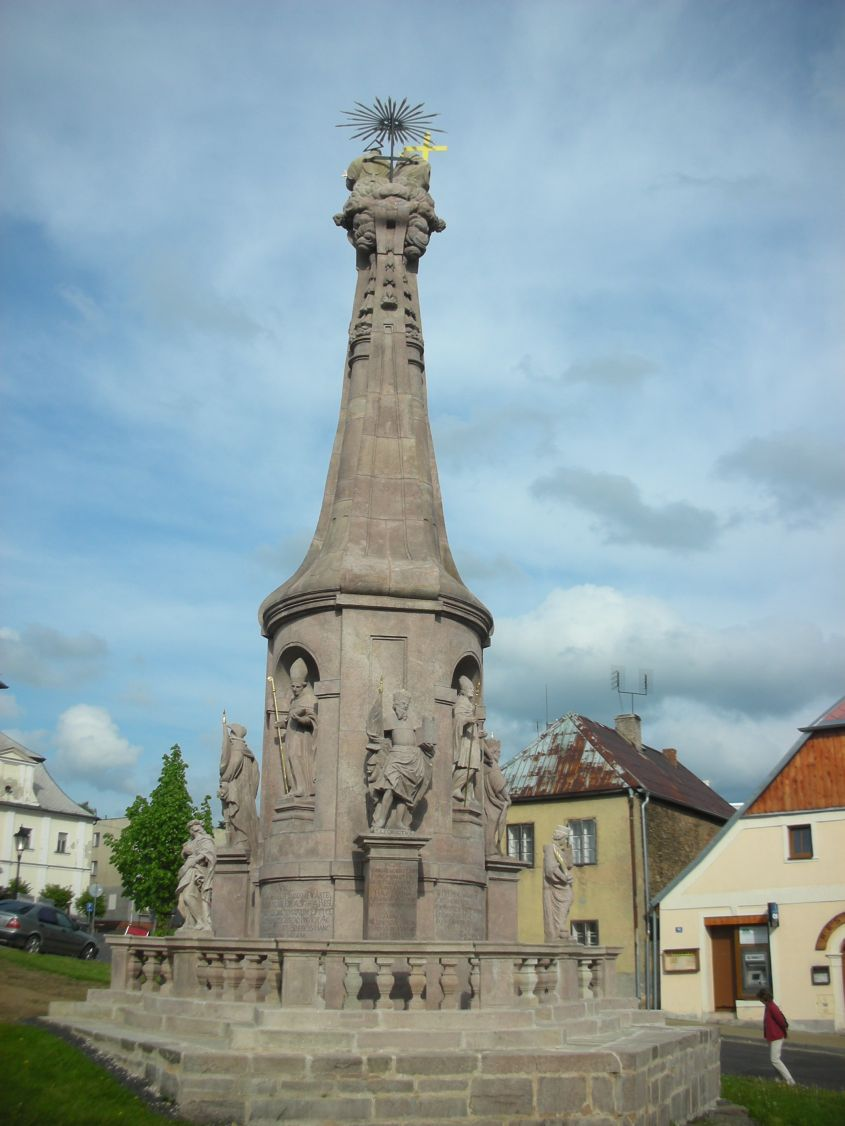
Dreifaltigkeitssäule

Die erste schriftliche Erwähnung des Ortes Teplá steht in einer Besitzaufstellung des Gaugrafen Hroznata von Ovenec für das Jahr 1197, in welcher das Dorf Tepla als Eigentum des Klosters Tepl bezeichnet wird, das durch dessen Testament mit seinem Grundbesitz in Westböhmen an das neugegründete Kloster kam. Mit der Verpfändung des Egerlandes an Böhmen verlor das Marktdorf nach 1322 seine strategische Bedeutung als Grenzstadt und Zollstation im Chodengebiet an der Grenze zum Egerland und zum Nordgau (Bayern). In den Jahren 1380 bis 1381 wurde die Gegend durch eine Pestepidemie entvölkert. Der Abt des Klosters Tepl Bohus von Otoschitz holte nach seinem Amtsantritt 1384 deutsche Siedler ins Land. 1385 erhob Bohus Tepl zur untertänigen Stadt. 1421 wurde Tepl durch Heeresgruppen der Hussiten unter Jan Žižka teilweise niedergebrannt. 1427 und 1431 im weiteren Verlauf der Hussitenkriege eroberte und plünderte ein Heer des Deutschen Ordens zweimal die Stadt. 1503 entstand eine neue Stadtbefestigungsanlage mit vier Toren und Türmen.
1537 richtete ein Stadtbrand große Schäden an. 1549 starb erneut ein Großteil der Einwohner an der Pest. 1611 brach wiederum ein Großfeuer in der Stadt aus. Im Dreißigjährigen Krieg (1618–1648) erfolgten mehrmals Plünderungen durch durchziehende Söldnertruppen, 1618 und 1621 war es das Ständeheer unter Ernst von Mansfeld, 1625 die kaiserlichen Truppen Wallensteins, und bis 1632 folgten weitere Heerscharen. Im September 1647 fanden in der Gegend zwölf Tage lang Kämpfe zwischen kaiserlich-österreichischen und schwedischen Truppen statt, wobei letztere das Schlachtfeld siegreich verließen und anschließend die Stadt plünderten. 1669 brannten das Rathaus und elf umliegende Häuser ab. Der Stadtbrand von 1747 zerstörte 91 Häuser. 1794 brach erneut ein Feuer aus, dem die Schule, das Pfarramt, die Kirche und 204 Gebäude zum Opfer fielen.
Beim Wiederaufbau der Stadt wurde die Stadtbefestigung abgetragen und im Jahre 1872 mit dem Theusinger Tor das letzte der Stadttore geschleift. 1898 nahm die Eisenbahn von Karlsbad über Tepl nach Marienbad den Verkehr auf. Seit dem 19. Jahrhundert entwickelte sich Tepl zu einem Handwerkerstädtchen und war Sitz eines politischen Bezirkes und Gerichtsbezirkes.
Nach dem Ersten Weltkrieg wurde die Stadt Tepl 1919 Teil der neu geschaffenen Tschechoslowakei. Bei der Volkszählung 1930 hatte die Stadt Teplá (Tepl) 2474 Einwohner, davon waren 82 Tschechen. Aufgrund des Münchner Abkommens wurde die Stadt 1938 dem Deutschen Reich zugeschlagen und Sitz des Landkreises Tepl, Regierungsbezirk Eger, im Reichsgau Sudetenland.
Gegen Ende des Zweiten Weltkriegs besetzten am 6. Mai 1945 amerikanische Truppen der 97. US-Infanteriedivision für kurze Zeit die Stadt, nachdem sich dort Teile der 2. Panzerdivision der Wehrmacht ergeben hatten. Die Amerikaner richteten ein Gefangenenlager im örtlichen Kloster ein. Die amerikanische Militärregierung übergab Tepla dann an vorrückende sowjetische Besatzungstruppen.
Zwischen März und September 1946 erfolgte die Vertreibung der deutschsprachigen Bewohner. Ihr Vermögen wurde unter Berufung aus das Beneš-Dekret 108 konfisziert, das Vermögen der evangelischen Kirche durch das Beneš-Dekret 131 liquidiert und die katholischen Kirchen in der Tschechoslowakei enteignet. Die Heimatvertriebenen fanden meist in Bayern Aufnahme.
Insbesondere im ländlichen Raum gelang es nicht, den Bevölkerungsverlust durch den Zuzug von Wolhynientschechen und Neusiedlern aus Ungarn, Rumänien, Polen und Bulgarien zu kompensieren, so dass die Dörfer teilweise verödeten. Auch in der Stadt Tepla war der Bevölkerungsrückgang mit dem Verlust an Wirtschaftskraft deutlich spürbar.
1949 verlor Teplá seinen Status als Bezirksstadt; der Sitz des Okres Teplá wurde nach Toužim verlegt. Einen wirtschaftlichen Aufschwung erhielt Teplá ab 1950, als das Stift Tepl eine Kaserne des tschechischen Militärs wurde und Tepla Garnisonsstadt an der Grenze des sogenannten Eisernen Vorhangs zu Bayern war. Es fanden Konzerte und Theateraufführungen sowie Tanzveranstaltungen für die Soldaten statt; ein national erfolgreiches Tanz- und Singeensemble entstand. Die Klosteranlagen des Stifts Tepl wurden durch die bis 1978 andauernde militärische Nutzung stark in Mitleidenschaft gezogen; Teile der Ausstattung verschwanden. Mit der Gebietsreform vom 1. Juli 1960 erfolgte die Auflösung des Okres Toužim, und Teplá wurde Teil des Okres Karlovy Vary. 1975 erfolgte die Eingemeindung von Beranov, Poutnov, Křepkovice und Staré Sedlo. Im Jahr 1990 erhielt der Prämonstratenserorden das Stift Tepl zurück, und die Stadt Tepl profitierte vom wirtschaftlichen Aufbau in Tschechien. Seit dem 1. Januar 2007 gehört die Stadt zum Okres Cheb.

### Einwohnerentwicklung
| Jahr | Einwohner | Anmerkungen                   |
| ---- | --------- | ----------------------------- |
| 1785 | 0 k. A.   | 255 Häuser                    |
| 1830 | 1688      | in 287 Häusern                |
| 1837 | 1734      | in 288 Häusern                |
| 1857 | 2192      | am 31. Oktober                |
| 1900 | 2789      | deutsche Einwohner            |
| 1921 | 2597      | davon 2556 deutsche Einwohner |
| 1930 | 2474      | davon 82 Tschechen            |
| 1939 | 2475      | [ 14 ]                        |

| Jahr      | 1970 | 1980 | 1991 | 2001 | 2003 | 2013 |
| --------- | ---- | ---- | ---- | ---- | ---- | ---- |
| Einwohner | 3318 | 3115 | 2924 | 3101 | 3034 | 3166 |

## Wappen
Die Stadt Tepla führt als Stadtwappen Schwarz in Gold drei Hirschgeweihe (2 zu 1), gekrönt von einer Grafenkrone. Es ist das Adelswappen der Grafen von Vrtba (Adelsgeschlecht) und die Stadt hält damit die Erinnerung an deren Stammvater, den Gaugrafen Hroznata von Ovenec, den Gründer von Stift Tepl, wach.

## Kultur und Sehenswürdigkeiten
- Prämonstratenserkloster Teplá in Klášter, mit Stiftskirche Maria Verkündigung
- Die Dekanalkirche des Hl. Ägidius wurde errichtet zwischen 1762 und 1765 durch den Tepler Baumeister Hausmann an Stelle eines Vorgängerbaues. Durch den Baumeister Scherbaum aus Elbogen erfolgte 1850 bis 1853 eine Instandsetzung und Erweiterung, bei der auch der Turm vollendet wurde. Die Deckenfresken stellen das Leben des Hl. Ägidius dar und stammen von Elias Dollhopf. Der Hauptaltar von 1724 stammt aus dem Kloster Chotieschau und wurde 1785 nach dessen Säkularisation übernommen.
- Das Dekanatsgebäude wurde 1689 errichtet und nach einem Brand 1794 wiederaufgebaut.
- Am Markt befinden sich barocke Bürgerhäuser.
- Die Kapelle der Hl. Dreifaltigkeit wurde zwischen 1692 und 1699 von Christoph Dientzenhofer an Stelle der alten Spitalkirche von 1548 errichtet und 1722 barockisiert.
- Die Kapelle des Hl. Kreuzes, der Schmerzhaften Mutter Gottes und des Apostels Andreas steht auf dem Spielberg im Südosten der Stadt bei Heřmanov; sie wurde 1730 von Kilian Ignaz Dientzenhofer errichtet und zwischen 1768/69 umgebaut; die Ausstattung der Kapelle ging verloren.
- Die Alte Schule, 1574 durch den Abt Johannes VI. Meyskönig gegründet, ist heute Sitz der Stadtverwaltung.
- Das Alte Rathaus wurde zu Beginn des 18. Jahrhunderts erbaut.
- Die Dreifaltigkeitssäule auf dem Markt wurde 1721 vom Tepler Baumeister Braunbrock geschaffen, die Figuren stammen vom Luditzer Bildhauer Wendy.
- Jüdischer Friedhof (Poutnov)

## Verkehr

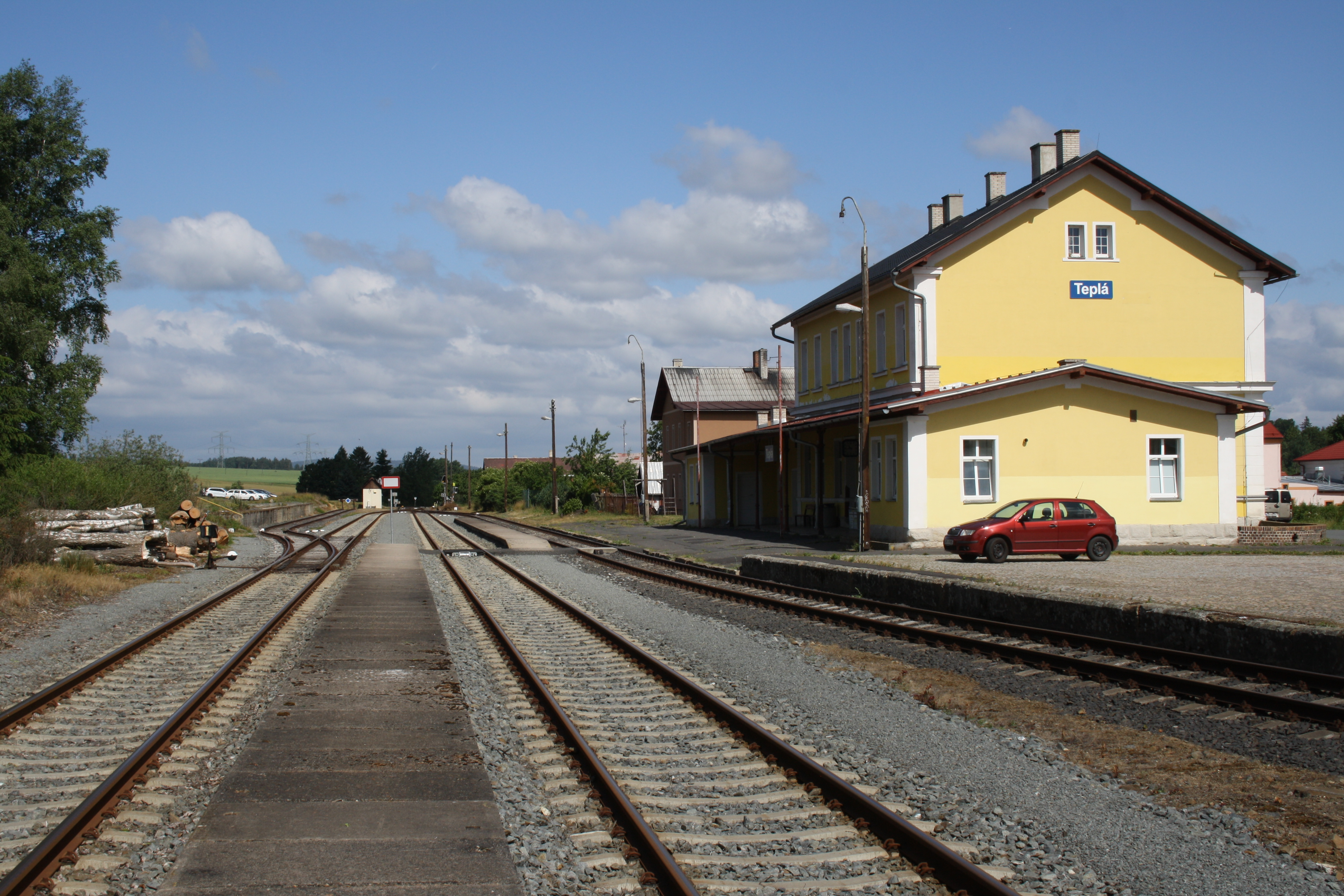
Bahnhof

In Teplá kreuzen die Staatsstraßen 198 zwischen Planá und Toužim und 210 von Úterý nach Sokolov. Teplá liegt an der Nebenbahn Marienbad–Karlsbad.

## Söhne und Töchter der Stadt
- Georg Zeidler (* um 1660), deutscher Steinmetzmeister in Tepl
- Johann Josef Nehr (* 8. Mai 1752; † 13. September 1820 in Marienbad), Klosterarzt und Begründer von Marienbad als Kurort
- Hieronymus Waldinger (* 30. September 1755; † 28. November 1821 in Wien), Tierarzt und Hochschullehrer in Wien
- Hermann Josef Schneider (* 7. April 1862; † 25. Februar 1921 in Saaz), Komponist, Dirigent und Musikverleger
- Gerhard Auer (* 29. Juni 1943; † 21. September 2019), deutscher Ruderer, Weltmeister und Olympiasieger

## Ehrenbürger
- Gilbert Helmer (1864–1944), von 1900 bis 1944 Abt des Stifts Tepl